# Gladys Afamado
Gladys Afamado (Montevideo, 24 de mayo de 1925 - 29 de diciembre de 2024) fue una artista, grabadora y poeta uruguaya. Exponente fundamental del grabado en Uruguay y el exterior, técnica que realizó durante un largo período creativo. Posteriormente incursionó en diferentes lenguajes plásticos y en los últimos años destaca su labor en el arte digital.

## Biografía
Gladys Afamado fue la segunda de los cinco hijos de Isaac Isidoro Afamado, inmigrante judío radicado en Montevideo, y su esposa Julia, hija de inmigrantes italianos, nacida en Dolores, Soriano.
Asistió a la Escuela Pública y en su casa recibió una educación abierta y libre, en la que se fomentaban el arte, las letras y la música. Su hermana Ethel Afamado ha tenido una destacada carrera en música y poesía.
Recibió formación artística con Adolfo Pastor y Domingo Bazzurro en el Círculo de Bellas Artes y en la Escuela Nacional de Bellas Artes entre 1940 y 1950. Posteriormente realizó cursos de cerámica con Duncan Quintela y serigrafía con Rimer Cardillo. Estudió semiótica con Jorge Medina Vidal y literatura con Jorge Arbeleche.
Entre 1945 y 1950 estudió violín con Beatriz Tusset, en 1951 y 52 participó en la orquesta de cámara "Anfión" dirigida por Tusset.
Fue integrante del Club de Grabado de Montevideo desde 1964. En el mismo realizó la portada del almanaque titulada Canción con todos (1974) que fue censurado y sacado de circulación por el gobierno de facto.

En 1984 viajó a España becada por concurso, donde asistió a un curso de papel artesanal en Capellades, con Laurence Barker y Frederic Amat, material que emplearía posteriormente en sus obras.
En 1986 realizó el curso de posgrado en grabado en metal en el Museo Nacional de Artes Visuales dictado por David Finkbeiner del Purchase College de la Universidad de Nueva York.
En su obra destacan las figuras femeninas de grandes ojos que miran directamente al espectador, característicos de la etapa de las ediciones del Club de Grabado de Montevideo.
En 2016 el Museo Nacional de Artes Visuales organizó la muestra antológica "Gladys Afamado: una cita sin fin" con curaduría de María Eugenia Grau.
En 2022 el Premio Nacional de Artes Visuales de Uruguay lleva su nombre en reconocimiento a su trayectoria.

## Obra
La artista es reconocida en el medio nacional e internacional a través del grabado, sin embargo, la versatilidad que ha desplegado en la experimentación de distintas técnicas y materiales la sitúan entre las más interesantes creadoras actuales. Su larga y constante indagatoria -práctica y subjetiva-, la condujo por diversos soportes expresivos: cerámica, textiles, collage, manufactura de papel, técnicas digitales, intervenciones sobre rocas, objetos, poesía. Gran parte de su obra constituye una estética del reciclaje, donde materiales y temáticas van creando una urdimbre de citas de meditación y acción a lo largo de una extensa trayectoria.
Ella, poeta, refuerza y desdobla sus obras abriendo perspectivas de memorias, con una sostenida delicadeza- cuyos ejemplos más significativos están en sus representaciones femeninas- y una mirada irónica, sorpresiva, ante el mundo contemporáneo. A veces emerge un detalle en una obra que aparece como asunto central en otra. El mismo procedimiento se observa en el empleo de técnicas: grabados en cajas, collage en producción digital, impresiones digitales y grabados en libros de artista textiles, versos en sus grabados, criptolitos que devienen en soporte digital. En su procedimiento creativo el tiempo lineal no tiene importancia, vuelve presentes objetos pasados. La artista crea, retoma —sin que ello implique una pura reiteración—, conjuga, metamorfosea y se alude con fragmentos de otras obras de su autoría.

## Premios
Recibió numerosos premios por su labor artística, entre ellos se destacan:
- Primer Premio de Grabado, Salón Nacional de Bellas Artes, Uruguay, 1966.
- Primer Premio, Salón del Club de Grabado de Montevideo, 1966.
- 2º Premio, Concurso Almanaque FUNSA, Uruguay, 1969.
- Premio Salón de Poemas Ilustrados, Montevideo, 1969.
- Premio Concurso Nacional de Artes Gráficas, Montevideo, 1974 75, 76 y 77.
- Mención de Honor, 5º Concurso N. de Artes Gráficas, 1978.
- 5º Premio de Dibujo, Salón del BROU, Montevideo, 1980.
- Premio de Grabado, Salón de San José, Uruguay, 1980.
- Premio AFE, Salón de San José, Uruguay, 1981.
- Premio de Grabado, Bienal de Salto, Uruguay, 1981.
- Premio Bienal de Grabado Hispanoamericano, MAC, Montevideo, 1983.
- Mención de Honor, BID, Punta del Este, Uruguay, 1985.
- 4º Premio, Salón de Pintura del BROU, Montevideo, 1984.
- Primer Premio (6 iguales) Almanaque INCA. Montevideo, 1986.
- Mención Honorífica, Salón Municipal, Montevideo, 1986.
- Premio, Salón de Dibujo y Grabado de Fray Bentos, Uruguay, 1986.
- Premio de Grabado, 2º Salón de Artes Plásticas de Soriano, Uruguay, 1988.
- Premio Adquisición, Mini-Print de Cadaqués, España, 1989.
- 2º Premio, Salón de Grabado y Acuarela del BROU, Montevideo, 1989.
- Premio Miró, a la labor artística anual, Maldonado, Uruguay, 1991.
- Mención, Salón de Artes Plásticas del BROU, Montevideo, 1998.
- Premio Morosoli de Grabado, Minas, Uruguay, 2000.
- Diploma de Honor: Premio "Ateneo del Grabado", 2004.
- Segundo Premio "Mosto & Rojas" Arte Digital Internacional Argentina, 2005.
- Premio Figari en reconocimiento a su trayectoria, 2008.

### Obra poética
También recibió reconocimiento por su obra poética en diferentes oportunidades:
- Mención Premio Casa de las Américas, La Habana, Cuba, 1968.
- 2º Premio Poesía, Casa del Poeta Latinoamericano, Montevideo, 1979.
- Primer Premio, Poesía Inédita, Club Banco de Seguros, por el libro "El perejil y sus adyacencias", 1983.
- Primer Premio, Bienal Internacional de Poesía Breve, Valparaíso, Chile, 1983.
- Mención especial, libro inédito de poesía, No espero respuesta, Casa de Cultura del PCU, Montevideo, 1987.
- Mención Concurso Anual Municipio de Montevideo, al libro édito de poesía No espero respuesta, 1989.
- Primer Premio libro édito de poesía No espero respuesta, Ministerio de Educación y Cultura, 1989.
- Primer Premio libro inédito de poesía En la casa de la espera, Ministerio de Educación y Cultura, 1995.
- Mención libro édito de poesía En la casa de la Espera, Ministerio de Educación y Cultura, 1998.

Libros publicados:
- Signos vitales (Colección poetas de hoy), Ed. Géminis, 1978.
- No Espero Respuesta, Ed. Signos, 1989.
- En la casa de la espera, 1997.
- Por los siglos de los siglos, Ed. Graffiti, 1995.